# Palaeorhiza longiceps
Palaeorhiza longiceps là một loài Hymenoptera trong họ Colletidae. Loài này được Friese mô tả khoa học năm 1924.